# رامون فرانكو (سياسي)
رامون فرانكو (بالإسبانية: Ramón Franco)‏ هو طيار وعسكري وسياسي إسباني، ولد في 2 فبراير 1896 في فيرول في إسبانيا، وتوفي في 28 أكتوبر 1938 في البحر الأبيض المتوسط بسبب حوادث الطيران. حزبياً، نشط في يسار كتالونيا الجمهوري. وقد انتخب عضو مجلس النواب الإسباني ‏.